# Indexový fond
Indexový fond (angl. index fund či také index tracker) je podílový fond nebo fond obchodovaný na burze (ETF), který je navržen tak, aby se řídil určitými předem stanovenými pravidly a mohl sledovat určitý koš podkladových investic. Přestože poskytovatelé indexů často zdůrazňují, že jsou neziskovými organizacemi, mají možnost působit jako „neochotní regulátoři“ při určování společností vhodných pro index. Tato pravidla mohou zahrnovat sledování významných indexů, jako je S&P 500 nebo Dow Jones Industrial Average, nebo implementační pravidla, jako je správa daní, minimalizace chyby sledování, obchodování ve velkých blocích nebo trpělivé/pružné obchodní strategie, které umožňují větší chybu sledování, ale nižší náklady na ovlivnění trhu. Indexové fondy mohou mít také pravidla, která prověřují sociální a udržitelná kritéria.
Pravidla konstrukce indexového fondu jasně určují typ společností vhodných pro tento fond. Nejznámější indexový fond ve Spojených státech, indexový fond S&P 500, je založen na pravidlech stanovených společností S&P Dow Jones Indices pro jejich index S&P 500. Akciové indexové fondy by měly zahrnovat skupiny akcií s podobnými charakteristikami, jako je velikost, hodnota, ziskovost a/nebo zeměpisná poloha společností. Skupina akcií může zahrnovat společnosti ze Spojených států, z rozvinutých zemí mimo USA, z rozvíjejících se trhů nebo ze zemí s hraničními trhy. Další indexové fondy v rámci těchto geografických trhů mohou zahrnovat indexy společností, které obsahují pravidla založená na charakteristikách nebo faktorech společnosti, jako jsou společnosti malé, střední, velké, malé hodnoty, velké hodnoty, malého růstu, velkého růstu, úrovně hrubé ziskovosti nebo investičního kapitálu, nemovitostí nebo indexy založené na komoditách či indexy dluhopisové (fixed-income). Společnosti jsou nakupovány a drženy v rámci indexového fondu, pokud splňují specifická pravidla nebo parametry indexu, a jsou prodávány, pokud se pohybují mimo tato pravidla nebo parametry. Indexový fond je možné charakterizovat jako investici, využívající investování na základě pravidel. Někteří poskytovatelé indexů oznamují změny společností ve svém indexu před datem změny, zatímco jiní poskytovatelé indexů taková oznámení nečiní.
Hlavní výhodou indexových fondů pro investory je, že jejich správa nevyžaduje mnoho času, protože investoři nemusí trávit čas analýzou různých akcií nebo akciových portfolií. Pro většinu investorů je také obtížné překonat výkonnost indexu S&P 500. Někteří právní vědci již dříve navrhli pro pochopení správy indexových fondů teorii maximalizace hodnoty a teorii agenturních nákladů.
Jeden z poskytovatelů indexů, společnost Dow Jones Indexes, má 130 000 indexů. Společnost Dow Jones Indexes uvádí, že všechny její produkty jsou udržovány podle jasných, nestranných a systematických metodik, které jsou plně integrovány v rámci indexových rodin.
V roce 2014 tvořily indexové fondy 20,2 % aktiv akciových podílových fondů v USA. Indexové domácí akciové podílové fondy a indexové fondy obchodované na burze (ETF), těžily z trendu směřujícího k investičním produktům více orientovaným na indexy. Od roku 2007 do roku 2014 získaly indexové domácí akciové podílové fondy a ETF 1 bilion USD nových čistých peněžních prostředků včetně reinvestovaných dividend. Indexové domácí akciové ETF rostly obzvláště rychle a od roku 2007 přilákaly téměř dvojnásobek toků indexových domácích akciových podílových fondů. Naproti tomu aktivně spravované domácí akciové podílové fondy zaznamenaly od roku 2007 do roku 2014 čistý odliv 659 miliard USD, včetně reinvestovaných dividend.